# Friedhelm Funkel
Friedhelm Funkel (ur. 10 grudnia 1953 roku w Neuss, Nadrenia Północna-Westfalia) – niemiecki piłkarz, po zakończeniu kariery zawodniczej trener piłkarski.

## Kariera piłkarska

### Kluby
Jako piłkarz Funkel występował tylko w dwóch klubach: najpierw przez pięć lat, od 1975 do 1980 roku, w Bayer Uerdingen. Po awansie do Bundesligi, zmienił drużynę na 1. FC Kaiserslautern. W roku 1983 powrócił do Bayeru Uerdingen, gdzie grał do 1990 roku.

### Sukcesy
Największe sukcesy Friedhelm Funkel osiągał ze swoją macierzystą drużyną: w sezonie 1984/1985 zdobył Puchar Niemiec, a rok później zajął trzecie miejsce w Bundeslidze.

## Kariera trenerska
Kariera trenerską Funkel rozpoczął już w 1990 roku – od razu po zakończeniu gry piłkarskiej. Prowadził Bayer Uerdingen, MSV Duisburg, Hansę Rostock, 1. FC Köln, Eintracht Frankfurt i Herthę Berlin. W 2010 roku został zatrudniony w VfL Bochum.